# Hyporhina
Hyporhina es un género extinto de anfisbenio o culebrilla ciega que vivió entre el Eoceno tardío hasta mediados del Oligoceno (aproximadamente entre 40 a 30 millones de años) en lo que es ahora el oeste de Estados Unidos. El género incluye dos especies, la especie tipo H. antiqua y la especie H. galbreathi, ambas de la Formación White River en el este de Wyoming y el noreste de Colorado. Una tercera especie, H. tertia, fue nombrada en 1972 pero fue más tarde sinonimizada con H. galbreathi. El paleontólogo Georg Baur nombró al género en 1893, convirtiéndolo en uno de los primeros anfisbenios extintos en ser descritos. Baur lo situó en su propia familia, Hyporhinidae, debido a que poseía órbitas oculares que se cierran en la parte posterior por las barras postorbitales, un rasgo del que las anfisbenas actuales carecen. Sin embargo, los estudios más recientes lo sitúan dentro de la familia Rhineuridae, la cual incluye a la especie moderna Rhineura floridana de Florida y a varias especies extintas del oeste de Estados Unidos que fueron nombradas después de 1893 y tienen barras postorbitales. Hyporhina difiere de otros rineúridos por tener un ángulo inclinado en su hocico.